# 恩菲爾德XL64突擊步槍
XL64是一款英國在1970年代研製的小口徑犢牛式突擊步槍。由於發射4.85毫米子彈，該槍也被稱為「4.85單兵武器」（4.85 Individual Weapon）。

## 歷史
英國曾在1951年研製了各種發射中間型威力槍彈的犢牛式突擊步槍，其中.280不列顛口徑的EM-2差點成為了英軍的制式步槍。可是，由於美國人在北約制式化程序中向其他成員國施壓，極力推崇自己的7.62×51毫米全尺寸步槍子彈，迫使當時的英國首相丘吉爾作出讓步，推翻採用.280英式彈的決定，跟隨美國採用7.62×51毫米子彈。考慮到EM-2難以改膛至適應該口徑，英國人最後只能把EM-2也放棄掉，改為直接向比利時購買FN FAL自動步槍的生產權，衍生出L1A1半自動步槍。
後來，美軍在越南戰爭的實戰經驗證明他們使用的7.62×51公釐子彈太強大，在全自動射擊時難以控制，故認為有必要地改用一種小口徑子彈來解決問題。為此，美國於1960年代中期採用了發射5.56×45公釐（.223雷明登）小口徑子彈的AR-15自動步槍，並把它命名為「M16」，以取代10多年前採用的M14。這個決定令北約的制式化進程被推翻了。數年後，北約也同意改用小口徑步槍子彈，認為有助於全自動射擊的控制及減低武器重量。另一方面，不列顛陸軍於1970年代展開了對小口徑子彈的額外研究。經過一番努力後他們研製出一種與5.56毫米M193彈重量相近，但直徑更小，同時在穿透力和彈道性能方面都要比M193彈出色的4.85×49毫米口徑子彈。
英國人亦研製出能夠發射4.85毫米子彈的新型步槍，該槍被命名為“L64/65單兵武器”，其第一個樣本於1972年推出，外型類似早期的EM-2，但內部結構卻是以阿瑪萊特AR-18突擊步槍衍生而來，採用了短行程活塞導氣原理及轉拴式槍栓方式運作，可說是SA80槍族的原型。
在1976年，北約已準備好制定對小口徑槍彈的制式化進程，並於1977年開始測試由各個成員國所提交的槍彈設計。經測試證明英國的4.85毫米子彈在各方面的表現都要比美國的5.56毫米M193彈更優秀。同時，比利時FN公司以5.56毫米子彈作基礎改良的SS109彈在表現上與英國的子彈相當接近。最後，各成員國一致決定採用SS109為北約的制式小口徑子彈。雖中止了研製新的子彈，但英國人對XL64的改良並未有卻步，該槍最終演變成英軍自1985年採用至今的SA80槍族。

## 登場作品

### 電子遊戲
- 2010年—《決勝時刻：黑色行動》：命名為“恩飛”（Enfield），以20發彈匣供彈，預設配備機械瞄具。奇怪地沒有無彈後定，而且在重新裝填時玩家角色會以右手移除彈匣。於戰役模式中為美國中央情報局特別活動部幹員及美國海軍陸戰隊員在“復活島”（Rebirth Island）關卡中所裝備的武器。聯機模式中則作為解鎖武器登場，並可作定製改裝。

## 外部連結
- 有关.19 口徑槍彈的資料 （页面存档备份，存于）